# بعثة الأمم المتحدة الأولى للتحقق في أنغولا
بعثة الأمم المتحدة الأولى للتحقق في أنغولا هي بعثة لحفظ السلام كانت موجودة في الفترة من يناير 1989 إلى يونيو 1991 في أنغولا خلال الحرب الأهلية. تأسست بموجب قرار مجلس الأمن التابع للأمم المتحدة رقم 626 في 20 ديسمبر 1988.
في الحرب الأهلية، دعم الاتحاد السوفيتي وكوبا الحركة الشعبية لتحرير أنغولا، بينما دعمت جنوب إفريقيا والولايات المتحدة الاتحاد الوطني للاستقلال التام لأنغولا. أصبحت الحركة الشعبية لتحرير أنغولا الحزب الأقوى.
أنشأت الأمم المتحدة بعثة متابعة، بعثة الأمم المتحدة الثانية للتحقق في أنغولا، في عام 1991.